# Громов, Павел Петрович
Па́вел Петро́вич Гро́мов (15 [28] декабря 1914, село Паданы, Олонецкая губерния — 20 октября 1982, Петрозаводск) — русский советский литературовед, театровед, поэт и переводчик.

## Биография
Павел Громов родился в селе Паданы Олонецкой губернии. Рано умерший отец, Пётр Тимофеевич Громов, был сельским учителем, мать рыбачила на Сегозере. Старшая сестра Александра Петровна (1911—2003) — впоследствии известный лингвист, специалист по фонетике славянских языков (и автор работы о паданском говоре карельского языка), преподавала в Уральском государственном университете.
В 1937 году окончил литературный факультет Ленинградского университета.
Со студенческих лет Павел Громов сочетал пристрастия к литературе и театру. Ещё будучи студентом, он находился в «активе» театра драмы и пробовал себя в качестве актёра. По окончании ЛГУ, учась в аспирантуре ИРЛИ (диссертацию о драматургии Блока писал под руководством Б. М. Эйхенбаума), поступил также в ГИТИС на курс А. Д. Попова.
Своими учителями П. П. Громов называл, хотя и с оговорками, А. С. Долинина, П. Н. Медведева, Г. А. Гуковского, Н. Я. Берковского.
Работал учителем в школе. В 1940-е годы преподавал литературу в Свердловске, затем работал в сценарном отделе студии «Ленфильм» и вузах Ленинграда.
С 1953 года — кандидат филологических наук (диссертация «Творчество Ю. С. Крымова и проблемы советской прозы тридцатых годов» защищена в Ленинградском государственном педагогическом институте). В 1950-е годы вступил в Союз писателей СССР. В 1960-е годы — в секторе театра Научно-исследовательского отдела ЛГИТМиКа.
Со второй половины 1940-х годов постоянно жил в Ленинграде. Умер в Петрозаводске во время поездки в Карелию, похоронен в родном селе Паданы на берегу Сегозера.

## Творчество
Павел Громов дебютировал в печати в 1938 году. Его ранние статьи были посвящены в основном театральным вопросам, причём их тематика находилась вне «магистральной линии» советского искусства тех лет (например, Громов немало писал о Камерном театре). Некоторые работы ранних лет впоследствии переиздавались в более полных, авторских вариантах.
Первая опубликованная книга Громова была посвящена творчеству советского прозаика Юрия Крымова. Тогда же написана (в соавторстве с Борисом Эйхенбаумом) вступительная статья для собрания сочинений Николая Лескова, начавшего выходить в 1956 году. Впоследствии появились статьи Громова для изданий стихотворений А. Фета, А. Григорьева, К. Павловой, театральных произведений А. Блока в серии «Библиотека поэта», а также предисловия к избранным произведениям М. Зощенко, собранию сочинений М. Слонимского и др. Выступал П. П. Громов и в качестве научного редактора.
В 1961 году выходит сборник П. П. Громова «Герой и время», в который вошли статьи о литературе и театре, а в 1966 году — книга о Блоке и его окружении. Продолжают появляться и публикации о режиссёрском театре. В 1970-е годы опубликованы две монографии Павла Громова о Льве Толстом.
По словам Надежды Таршис, «театральная эстетика самого Громова была достаточно широка, театральные системы своего времени он действительно знал и любил. Он писал о Мейерхольде, Станиславском, Таирове, Михоэлсе, Завадском, Попове, Сушкевиче, Акимове». При этом «целеустремленность темпераментного критического пера, при основательной связи критики с его глубокими научными интересами делает Громова ярким представителем ленинградской, „гвоздевской“ традиции театральной критики».
Работы Громова продолжали издаваться и после его смерти — как отдельные статьи, так и книги. В 1986 году вышло дополненное издание книги «А. Блок, его предшественники и современники». А. М. Турков писал в предисловии к переизданию, что для этой книги характерен «лиризм любви к великой русской литературе вообще, к её миссии летописца „роковых минут истории“».
В 1994 году вышла книга Павла Громова «Написанное и ненаписанное», подготовленная искусствоведом Надеждой Таршис. В книгу включены статьи о театре разных лет (в том числе полный вариант статьи «Ранняя режиссура В. Мейерхольда») и «Монологи семидесятых» — записи бесед с Павлом Громовым, сделанные его ученицей. Монологи, насыщенные массой точных характеристик и деталями театрального и литературного быта, содержат также описания ряда нереализованных замыслов автора. Как писал Илья Серман, эти монологи открыли Громова «со всей свободой его мысли, со всеми его литературными и театральными страстями и пристрастиями».
Драматургические опыты Павла Громова (известно, что в военные годы он написал две драмы из задуманной трилогии), по-видимому, не сохранились. Зная финский язык, переводил на русский язык стихи финских поэтов.
О том, что Павел Громов пишет стихи, при жизни автора знали немногие. Павел Петрович не пытался их печатать и не распространял, изредка читал в узком кругу Поэтический архив Громова был сохранён его сестрой, Александрой Петровной Громовой-Вовчок..
Лишь в 2000 году состоялась первая поэтическая публикация в журнале «Звезда». В 2010 году стихотворения Павла Громова были включены в антологию «Русские стихи 1950—2000 годов», а в 2013 году издан сборник «Прекрасное трагическое небо», в который вошла значительная часть поэтического наследия Павла Громова.

### Научные работы
- Громов П. Юрий Крымов: Очерк творчества. — М.: Гослитиздат, 1956. — 298 с.
- Громов П. П. Герой и время: Статьи о литературе и театре. — Л.: Советский писатель, 1961. — 580 с.
- Громов П. П. А. Блок, его предшественники и современники. — Л.: Советский писатель, 1966. — 570 с.
- Громов П. П. О стиле Льва Толстого: Становление «диалектики души». — Л.: Художественная литература, 1971. — 390 с.
- Громов П. П. О стиле Льва Толстого: «Диалектика души» в «Войне и мире». — Л.: Художественная литература, 1977. — 484 с.
- Громов П. П. А. Блок, его предшественники и современники. — 2-е изд., доп. — Л.: Советский писатель, 1986. — 600 с. (На сс. 597—599 краткая библиография литературно-критических работ П. П. Громова.)
- Громов П. П. Написанное и ненаписанное / Сост. и предисл. Н. А. Таршис. — М.: Артист. Режиссёр. Театр, 1994. — 352 с.

### Стихи
- Павел Громов Стихотворения / Вступ. заметка Ильи Сермана // Звезда. — 2000. — № 11.
- Русские стихи 1950—2000 годов: Антология (первое приближение). В 2-х т. Т. 1. — М.: Летний сад, 2010. — С. 236—238.
- Павел Громов Прекрасное трагическое небо. — Состав. Н. А. Таршис, В. И. Орлов; Предислов. Н. А. Таршис; Фото из архива А. П. Громовой. — М.: Летний сад, 2013. — 132 с.; Тираж не указан. — ISBN 978-5-98856-163-7.